# Lorenzo Priuli (Patriarch)

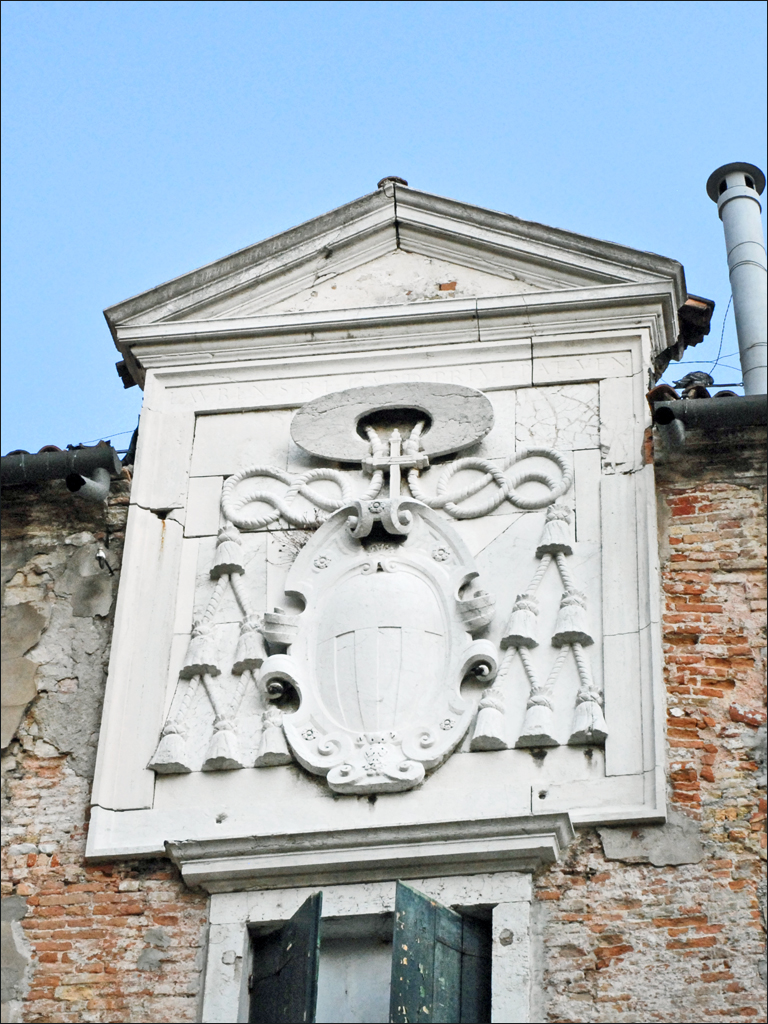
Wappen des Patriarchen Lorenzo Priuli (Patriarchenpalais Venedig)

Lorenzo Priuli (* 9. August 1538 in Venedig; † 26. Januar 1600 in Venedig) war ein italienischer Politiker, Kardinal und Patriarch.

## Biografie
Lorenzo Priuli wurde 1538 in Venedig als ältester Sohn von Giovanni di Zaccaria Priuli (aus dem Zweig „di San Polo al magazen“) und Laura di Alvise Donà geboren. Seine Brüder waren Alvise (1539–1609, Prokurator von San Marco), Zaccaria (1543–1607) und Chiara (Ehefrau von Alberto Badoer).
Er hatte eine klassische Ausbildung die gleichzeitig auf eine politische Karriere ausgerichtet war, so dass er bereits 1562 unter die Savi degli Ordini der Republik Venedig gewählt wurde (ein beratendes, aber machtloses Gremium, das den jungen Adel in der Regierung unterweisen sollte) und anschließend in das Collegio dei Savi eintrat.
Im Jahre 1566 war er Venedigs Sonderbotschafter für die Heirat von Francesco, Sohn des Großherzogs Cosimo I. de’ Medici, mit Johanna, der Tochter Kaiser Ferdinands I. Ab 27. November 1572 war er Botschafter in Spanien und von 1579 bis 1582 Botschafter in Frankreich und wechselte dann vom 11. Juni 1583 bis 1586 zum Heiligen Stuhl. 1586 wurde er Berater für den Bezirk Santa Croce und 1587 Provveditore della Zecca. Im Jahre 1588 löste er den Streit um den Bau der Rialtobrücke und 1590 wurde er zum Podestà von Brescia gewählt. Am 4. August 1590 wurde er vom Senat von Venedig in die Rolle des Patriarchen mit 122 Ja- und 79 Nein-Stimmen gewählt.
Nachdem er die Ernennung angenommen hatte, wurde er im September 1590 zum Priester geweiht.
Zum Patriarchen von Venedig gewählt, musste er zunächst eine Zustimmung einholen, da er noch keine Priesterweihe erhalten hatte, und dann eine zweite Zustimmung, da er noch keinen Doktortitel hatte. Zum Bischof geweiht, legte er 1591 mit einer feierlichen Zeremonie den Grundstein für die Kirche San Nicola da Tolentino. Während seiner Regentschaft als Patriarch reformierte er den Klerus und bereitete die Priester selbst vor. Mit einem kurzen Schreiben vom 25. April 1592 drängte Papst Clemens VIII. den Patriarchen Priuli, alle in seiner Diözese bestehenden Kirchen zu besuchen. Vom 9. bis 11. September 1592 leitete er eine Großsynode für die Reform des Klerus und erließ, gemäß den Richtlinien des Konzils von Trient, Dekrete über den Gebrauch von Bildern in den Kirchen. Vom 15. bis 17. November 1594 leitete er eine weitere Synode zur Gründung neuer Seminare und ließ im selben Jahr den Markusdom restaurieren. Gleichzeitig beauftragte er den Architekten Francesco Smeraldi mit der Errichtung der Fassade der Basilika San Pietro di Castello, der Konkathedrale zusammen mit der Basilika San Marco.
Er wurde am 5. Juni 1596 zum Kardinalpriester im Konsistorium ernannt und erhielt am 30. Juni desselben Jahres den Kardinalshut von Ascanio Colonna, dem damaligen Privatkaplan Seiner Heiligkeit. Zu diesem Anlass hielt Pietro Colombo eine Gratulationsrede, und Arcangelo Rizzi verfasste mehrere Gedichte zu diesem Thema. Am 2. Dezember 1596 erhielt er die Titelkirche Santa Maria in Traspontina zugewiesen.
Er starb am 26. Januar 1600 in Venedig. Seine Beerdigung wurde mit großem Pomp und unter Beteiligung aller Bürger gefeiert. Sein Grab befindet sich in der Kathedrale von Venedig, neben dem Altar des heiligen Johannes des Evangelisten. Sein Neffe Marco Priuli errichtete auf seine testamentarische Verfügung hin neben dem Altar der Kapelle einen ihm gewidmeten Nachruf. Seine Leiche wurde 1624 exhumiert und unversehrt aufgefunden.